# 조선연극동맹
조선연극동맹(朝鮮演劇同盟)은 1945년 12월에 미군정 지역에서 결성된 연극인 단체이다.

## 개요
조선연극동맹은 조선연극건설본부와 조선프롤레타리아연극동맹이 통합하여 조직한 단체이다. 태평양 전쟁 종전 직후의 혼란기에 결성된 조선연극건설본부에는 이념적 성향이 다양한 인물들이 섞여 있었다. 결국 연건은 차츰 내분 현상을 보이면서 우익 계열이 탈퇴하고 좌익 강경파의 조선프롤레타리아연극동맹 창립으로 분열되었다. 이에 조선연극건설본부에 남은 연극인들이 해체를 선언하고 조선프롤레타리아연극동맹에 합류하였고, 12월 20일에  조선연극동맹을 발족시켰다.
조선연극동맹은 연극운동의 대중화를 추진하는 등 활발한 대중 활동을 벌였다. 그러나 미군정의 좌익 계열 탄압으로 활동이 위축되면서 많은 구성원들이 삼팔선 이북으로 월북하게 되었고, 제1공화국 출범으로 분단이 기정사실화되면서 활동이 중지되었다. 주요 인물은 송영, 나웅, 신고송, 이서향, 안영일 등으로, 후에 모두 조선민주주의인민공화국에서 활동하였다.
유치진을 중심으로 한 우익 연극인 단체인 극예술협회와는 대립하는 관계였다. 일제 강점기의 신파극 출신들은 주로 조선연극동맹에, 신극 종사자들은 주로 극예술협회로 몰렸다는 분석도 있다.

## 강령과 활동
조선연극동맹의 강령은 다음과 같다.
1. 일본 잔재의 소탕
2. 봉건 잔재의 청소
3. 국수주의 배격
4. 진보적 조선연극의 수립
5. 국제연극과의 제휴

조선연극동맹은 산하에 조선예술극장이라는 전속 극단을 설치하고 진보적 연극운동을 펼쳤다. 작품으로 1946년에 공연한 《독립군》,  《3·1 운동》, 《3·1 운동과 만주영감》, 님, 1947년에 공연한 《태백산맥》, 《위대한 사랑》 등이 있다. 극작가는 조명암, 김남천, 박노아, 박영호, 함세덕 등이며, 주로 일제강점기의 항일 운동을 소재로 삼은 경향파 연극이다.

## 같이 보기
- 조선연극건설본부
- 극예술협회

## 참고자료
- 강만길 (2006년 7월 10일). 《고쳐 쓴 한국현대사》. 서울: 창비. 507~508쪽쪽. ISBN 8936482327.